# Yamadaella grassyi
Yamadaella grassyi, vrsta crvenih algi iz porodice Yamadaellaceae. Otkrivena je 2015 godine u Atlantiku kod Bermuda.